# Łukaszew (Łódź)
Łukaszew – od 1946 roku osiedle w północno-wschodniej części Łodzi, w dzielnicy Widzew. Administracyjnie wchodzi w skład osiedla Dolina Łódki. Jest to niewielkie osiedle o peryferyjnym położeniu. Rozpościera się w rejonie ulicy Łukaszewskiej, blisko granicy miasta.

## Historia
Dawniej samodzielna wieś; od 1867 w gminie Dobra w powiecie brzezińskim. W okresie międzywojennym należał do powiatu brzezińskiego w woj. łódzkim. W 1921 roku liczba mieszkańców wynosiła 123. 1 września 1933 utworzono gromadę (sołectwo) Łukaszew w granicach gminy Dobra, obejmującą wsie Łukaszew, Moskule Stare i Moskuliki. Podczas II wojny światowej włączony do III Rzeszy.
Po wojnie Łukaszew powrócił na krótko do powiatu łódzkiego woj. łódzkim, lecz już 13 lutego 1946 włączono go do Łodzi, z wyjątkiem gruntów położonych na północ od drogi prowadzącej od wsi Wilanów w kierunku południowo-wschodnim i będącej dalej północną granicą wsi Moskule Stare (jest to obecna ulica Nad Niemnem, a chodzi o tereny przy ulicach Sapieżyńskiej, Bursztynowej oraz Jana i Cecylii).